# Техадо (Сорія)
Техадо (ісп. Tejado) — муніципалітет в Іспанії, у складі автономної спільноти Кастилія-і-Леон, у провінції Сорія. Населення — 154 особи (2010).
Муніципалітет розташований на відстані близько 180 км на північний схід від Мадрида, 25 км на південний схід від Сорії.
На території муніципалітету розташовані такі населені пункти: (дані про населення за 2010 рік)
- Альпарраче: 14 осіб
- Боньїсес: 2 особи
- Кастіль-де-Тьєрра: 9 осіб
- Номпаредес: 31 особа
- Саукільйо-де-Боньїсес: 5 осіб
- Техадо: 69 осіб
- Вільянуева-де-Самахон: 13 осіб
- Самахон: 11 осіб

## Демографія
Динаміка населення (INE ):

## Галерея зображень

Розташування муніципалітету Техадо